# Ride on Time (chanson de Black Box)
Pour les articles homonymes, voir Ride on Time.
Singles de Black Box
I Don't Know Anybody Else
(1989)
Ride on Time est une chanson du groupe italien Black Box, sortie en single le 19 juillet 1989 et ensuite parue sur leur premier album Dreamland en 1990.
La première version du titre utilisait un échantillon vocal de la chanson disco de 1980 Love Sensation de Loleatta Holloway. Une nouvelle version a été enregistrée avec la voix de Heather Small, à la suite d'un conflit de droits d'auteur autour de l'échantillon.
Ride on Time est devenu un succès à travers plusieurs pays, arrivant en tête des classements d'Irlande, d'Islande et du Royaume-Uni.

## Accueil commercial
Le single a été un succès dans de nombreux pays, atteignant la première place des classements en Irlande (Irish Singles Chart), en Islande (Íslenski listinn Topp 10) ainsi qu'au Royaume-Uni. Au Royaume-Uni, Ride on Time s'est classée à la 1re place du UK Singles Chart pendant six semaines et était le single le plus vendu de 1989.
En France, le single s'est classé pendant vingt semaines dans le Top 50, atteignant la 3e place du classement. Le single a ensuite obtenu la certification d'argent.

## Liste de titres
| 1. | Ride on Time (Massive Mix) | 6:37 |
| 2. | Ride on Time (Epsom Mix)   | 5:25 |
| 3. | Ride on Time (Ascot Mix)   | 2:57 |

| A. | Ride on Time (Massive Mix) | 4:10 |
| B. | Ride on Time (Epsom Mix)   | 2:57 |

## Classements et certifications
| Classement (1989-90)                         | Meilleure position |
| -------------------------------------------- | ------------------ |
| Allemagne de l'Ouest (Media Control Top 100) | 5                  |
| Australie (ARIA)                             | 2                  |
| Autriche (Ö3 Austria Top 40)                 | 8                  |
| Belgique (Flandre Ultratop 50 Singles)       | 7                  |
| Canada (Dance/Urban)                         | 3                  |
| Europe (Eurochart Hot 100)                   | 4                  |
| Finlande (Suomen virallinen lista)           | 3                  |
| Espagne (AFYVE)                              | 3                  |
| États-Unis (Dance Club Songs)                | 39                 |
| États-Unis (Hot Dance Music/Maxi-Singles)    | 44                 |
| France (SNEP)                                | 3                  |
| Grèce (IFPI)                                 | 2                  |
| Irlande (IRMA)                               | 1                  |
| Islande (Íslenski Listinn Topp 10)           | 1                  |
| Pays-Bas (Nederlandse Top 40)                | 22                 |
| Pays-Bas (Single Top 100)                    | 17                 |
| Norvège (VG-lista)                           | 5                  |
| Nouvelle-Zélande (RMNZ)                      | 2                  |
| Royaume-Uni (UK Singles Chart)               | 1                  |
| Suède (Sverigetopplistan)                    | 2                  |
| Suisse (Schweizer Hitparade)                 | 5                  |

| Classement (1989)                  | Position |
| ---------------------------------- | -------- |
| Belgique (Flandre Ultratop)        | 50       |
| Europe (Eurochart Hot 100 Singles) | 6        |
| Royaume-Uni (UK Singles Chart)     | 1        |

| Classement (1990)                  | Position |
| ---------------------------------- | -------- |
| Australie (ARIA)                   | 14       |
| Europe (Eurochart Hot 100 Singles) | 81       |
| Nouvelle-Zélande (RMNZ)            | 13       |
| Suisse (Schweizer Hitparade)       | 25       |

| Pays | Certification | Ventes    |
| --- | ------------- | --------- |
| Australie (ARIA) | Platine       | 70 000^   |
| France (SNEP) | Argent        | 449 000   |
| Royaume-Uni (BPI) | Platine       | 1 092 718 |
| Suède (GLF) | Or            | 25 000^   |
| *Ventes selon la certification ^Mise en rayon selon la certification xNon précisé par la certification ‡ventes/streaming selon la certification |               |           |

## Historique de sortie
| Pays                      | Version  | Date            | Format                                              | Label(s)                                               | Réf    |
| ------------------------- | -------- | --------------- | --------------------------------------------------- | ------------------------------------------------------ | ------ |
| Divers, Allemagne, France | Original | 19 juillet 1989 | 45 tours, maxi 45 tours, CD single, cassette single | Deconstruction, RCA, ZYX (Allemagne), Carrère (France) | [ 2 ]  |
| Italie                    | Original | 19 juillet 1989 | 45 tours, maxi 45 tours                             | - OUT - Groove Groove Melody - Discomagic              | [ 32 ] |
| Divers, Australie         | Remixes  | 9 octobre 1989  | 45 tours, maxi 45 tours                             | - Deconstruction - RCA                                 | [ 2 ]  |